# Bob Ezrin
Bob Ezrin, właśc. Robert Alan Ezrin (ur. 25 marca 1949 w Toronto) – kanadyjski muzyk i producent.
Współpracował z takimi gwiazdami jak: Pink Floyd, Rod Stewart, Alice Cooper, Hanoi Rocks, Peter Gabriel, Jane’s Addiction, Deep Purple czy KISS. Największą sławę przyniosła mu praca z zespołem Pink Floyd. Bob Ezrin był współproducentem trzech studyjnych albumów Pink Floyd: The Wall, A Momentary Lapse of Reason oraz The Division Bell. Ponadto, na wyżej wymienionych płytach grał na perkusji i instrumentach klawiszowych.